# 馬惜如
馬惜如（1935年—1998年），外號「白粉馬」，生於中華民國廣東省潮陽，英屬香港商人與黑幫份子，曾為三合會福義興成員，經營賭博與毒品走私。為東方報業集團共同創辦人。

## 生平
馬惜如與其弟馬惜珍生於廣東省。其父母早逝，由其大伯撫養長大，後與其弟馬惜珍，偷渡至香港。加入潮汕幫，經營字花攤起家。加入黑幫福義興，從事鴉片、海洛英與嗎啡走私，因此人稱「白粉馬」。
1969年投資創立《東方日報》。
在廉政公署成立後，1977年被港府指控涉及走私700噸鴉片，在起訴前夕，馬惜如偷渡至台灣，獲得中華民國政府庇護。因中華民國與英屬香港間沒有引渡條約，此後居住在台北市，直到1998年過世為止。

## 家庭
馬惜如與其妻生有四個子女，在馬惜如潛逃時，皆留在香港。其子馬廷強。
馬惜如潛逃至台灣時，與其情婦同居。

## 相關影視形象
- 1978年電影《白粉双雄》，以馬惜珍、馬惜如兩兄弟的發跡為故事骨幹，由王偉饰演。
- 1980年電視劇《人在江湖》，以馬惜如兄弟故事為腳本。由江漢飾演石家寶，影射馬惜如。
- 1991年電影《五億探長雷洛傳》，由秦煌飾演大馬哥，影射馬惜如。
- 1991年電影《四大家族之龍虎兄弟》（又名《香港地下司令》），由鄭則仕（成年版）及阮德鏘（少年版）飾演的馬少海，人物原型為馬惜如。
- 1992年電影《廟街十二少》，由鄭則仕飾演馬老大，影射馬惜如。